# 华中铁线莲
华中铁线莲（学名：Clematis pseudootophora）为毛茛科铁线莲属下的一个种。

## 扩展阅读
- 維基物種上的相關：华中铁线莲